# Mōkihinui River
Der Mōkihinui River ist ein Fluss im Buller District der Region West Coast auf der Südinsel von Neuseeland.

## Namensherkunft
Der Name mōkihi nui in der Sprache der Māori bedeutet übersetzt so viel wie langes rotes Kanu.

## Geographie
Der Mōkihinui River entsteht durch den Zusammenfluss des Mōkihinui River North Branch mit dem Mōkihinui River South Branch, rund 12 km westlich der Mathiri Range und rund 21 km östlich der Westküste zur Tasmansee. Kurz nach der Bildung des Mōkihinui River und der Überwindung einer kleinen Stromschnelle mündet der Fluss zunächst in den Lake Perrine, um diesen an dem westlichen Ende des Sees über eine weitere ca. 1,6 km lange Stromschnelle wieder zu verlassen und in Schleifen in westliche Richtung zu fließen. Acht Flusskilometer vor seiner Mündung in die Tasmansee passiert der Fluss linksseitig die kleine Gemeinde Seddonville und 3,3 Flusskilometer vor der Mündung kreuzt der New Zealand State Highway 67, der ab hier auch Karamea Highway genannt wird, den Fluss.

## The Old Ghost Road
The Old Ghost Road ist ein 85 km langer Wanderweg und Weg für Mountainbikefahrer, der rund 3 km östlich von Seddonville von der Mōkihinui Road aus startet und flussaufwärts, größtenteils südlich entlang des Mōkihinui River nach Osten bis kurz vor Beginn des Flusses führt, und dann entlang des Mōkihinui River South Branch weiter nach Süden verläuft. Der Weg wurde früher von Goldsuchern genutzt und führt durch die Mōkihinui-Schlucht, durch Wald, Flussebenen und Tussock-Graslandschaften. Mountainbiker werden auf dem Weg als Singletrail mit dem Schwierigkeitsgrad 4 konfrontiert, daher sollte die Strecke nur von erfahrenen Fahrern befahren werden.